# Lisa Simpson
Elisabeth Marie Simpson és un personatge fictici de la sèrie animada de televisió, Els Simpsons. L'origen del seu nom ve de la germana del creador de la sèrie, Matt Groening.

## Dades generals
Elizabeth Marie Simpson és la filla mitjana. És rossa, la forma del seu cabell és com una estrella de vuit puntes, és baixa, el color de la seva pell és groc. Té una cara simpàtica i molt desperta, els seus ulls són rodons, blancs amb dos punts al mig. Les seves orelles són petites. Tot i tenir només 8 anys es pot definir com una “nena adulta”. Lisa té un coeficient d'intel·ligència de 159, el que fa que sigui una de les persones més llestes de Springfield. D'altra banda, hi ha aspectes en què continua sent una criatura, com ara el seu amor pels ponis i per la seva nina.
Sens dubte, Lisa és un personatge molt sofisticat. Desborda creativitat i té talent en tots els camps, de les ciències a la música o l'esport. Així, és un model de conducta i de moralitat, sempre lògica i racional. Està abocada als seus principis: és vegetariana, budista, ecologista, etc. També és una ferma defensora dels drets de les dones, com apreciem en una interessant crítica que fa de la seva nina Stacy Malibu (equivalent de la “Barbie”).
Malauradament, la intel·ligència té un preu i Lisa és la protagonista de la tragèdia dins la comèdia. Tot i ser una nena brillant està infravalorada. Tanmateix, la superioritat de la Lisa la fa incòmoda i, com a conseqüència, està marginada. Això fa que se senti insegura i necessiti sentir l'aprovació de la gent. A més, sempre surt desil·lusionada de les seves empreses morals a causa de la corrupció i l'abúlia de la societat. Tot plegat, contribueix a ferir més i més la seva fràgil sensibilitat i la converteix en la “nena més trista de 2n grau”, com ella afirma en un blues de saxo extraordinari a “Trista Lisa”.
Lisa és un exemple clar de l'amor-odi que provoca la intel·lectualitat: sembla lògic que els més preparats facin de guia, però a resta no li agrada sentir-se conduïda. La Lisa és necessària per l'equilibri psicològic de la família i és un punt d'ajuda fins i tot per als seus pares, tot i que poques vegades és escoltada.

## Doblatge
La veu original en anglès és de Yeardley Smith. A Espanya, el doblatge és realitzat per Isacha Mengíbar. A Llatinoamèrica el treball era fet per la mexicana Patricia Acevedo, fins a la temporada 16 quan va ser substituïda per Alexia Solís. La veu de la sèrie en català és doblada per Núria Mediavilla.

## Edat
Lisa Simpson té 8 anys. Segons el seu germà, Bart Simpson, ell és dos anys i 38 dies major que ella (el dia del seu aniversari és el mateix dia que el de Hitler; així va dir el seu pare Homer Simpson). Segons la sèrie, Lisa va néixer en l'any 1984 però el personatge, com qualsevol altre de la sèrie, no canvia d'edat.
Una curiositat és que quan els Simpsons van a la casa de platja dels Flanders perquè Ned és fet jutge, llavors Marge els proposa a Bart i Lisa que duguin un amic, Lisa li comenta a Marge que ella no té amics i la seva mare li diu que "ha de ser ella mateixa"; quan Marge surt, Lisa murmura "Sí clar, he estat jo mateixa durant 6 anys i no tinc un sol amic", per la qual cosa Lisa no ha tingut un amic des dels 2 anys. En altres ocasions se l'ha vist parlant amb altres nenes en forma d'"amigues", encara que elles no la consideren així.

## Vestimenta diària
Lisa sempre va vestida de la mateixa manera, com tots els personatges de la sèrie. La seva vestimenta consisteix en un vestit taronja (o potser vermell) sense mànigues ni tirants, sabates vermelles i un collaret de perles blanc.
En un capítol havia d'anar disfressada d'un estat, però no va tenir suport de Marge que està en un casino (i s'havia ofert per a fer-lo). Homer li fa la disfressa, però Lisa sembla un hotdog aixafat i gris.
Per a anar a l'església utilitza un vestit rosa, d'un model molt diferent del que quotidianament utilitza, sabates roses i una trossa en el cap del mateix color.

## Popularitat
Lisa és la filla mitjana dels Simpson, el seu pare és el Homer Simpson i la seva mare Marge Simpson, i els seus germans són Bart i Maggie. El personatge no és dels més populars a la sèrie tot i que és un dels principals protagonistes, sobretot perquè és presentada com una saberuda. No obstant això, molts cops es mostra la seva intel·ligència, i encara que moltes vegades ella és companya de les trapelleries del seu germà gran, amb qui se l'ha vist planejant en innombrables ocasions bromes pesades, moltes d'elles contra el seu pare, no és una característica seva sinó del seu germà.